# Zborovođa
Zborovođa (lat. regens chori) ili zborovoditelj, odnosno zborovotkinja ili voditeljica zbora, glazbenik je koji vodi, tj. ravna pjevačkim zborom, najčešće u ulozi dirigenta. Odgovoran je za izbor, uvježbavanje i izvedbu zborskoga repertoara, izbor novih članova te općenito ukupnu glazbenu djelatnost zbora.
Redovito se radi o školovanomu glazbeniku, dirigentu ili glazbenomu pedagogu. U pojedinim zborovima zborovođa ujedno i prati zbor na glazbalu, najčešće glasoviru ili orguljama (u crkvenim zborovima), premda glazbenu pratnju najčešće izvodi korepetitor na ravnanje voditelja zbora.